# Kobeřice u Brna
Kobeřice u Brna é uma comuna checa localizada na região de Morávia do Sul, distrito de Vyškov.